# Jablonov nad Turňou
Jablonov nad Turňou (in ungherese Szádalmás) è un comune della Slovacchia facente parte del distretto di Rožňava, nella regione di Košice.